# شتاینفرنتس
شتاینفرنتس (به آلمانی: Steinefrenz) یک شهر در آلمان است که در وستروالدکرایس واقع شده‌است. شتاینفرنتس ۷۷۳ نفر جمعیت دارد.